# 1562 en France
Chronologie de la France
- 1558
- 1559
- 1560
- 1561
- 1562
- 1563
- 1564
- 1565
- 1566

## Événements
- 17 janvier : édit de Pacification de Saint-Germain ou de janvier. Il interdit les assemblées dans les villes closes tout en les autorisant dans les faubourgs, et ordonne la restitution des édifices occupés. Le lendemain, on apprend la reprise du concile de Trente[1].
- 28 janvier - 11 février : un nouveau colloque réunit à Saint-Germain sans résultats Théodore de Bèze et des théologiens catholiques[2].

- 22 février : devant l’agitation populaire, Gaspard II de Coligny et ses frères sont contraints de quitter la cour[1]. Un peu partout, mais spécialement dans le midi, les protestants détruisent les églises et les chapelles plutôt que de les restituer. Les « images » (statues, tableaux, croix) sont également détruites.

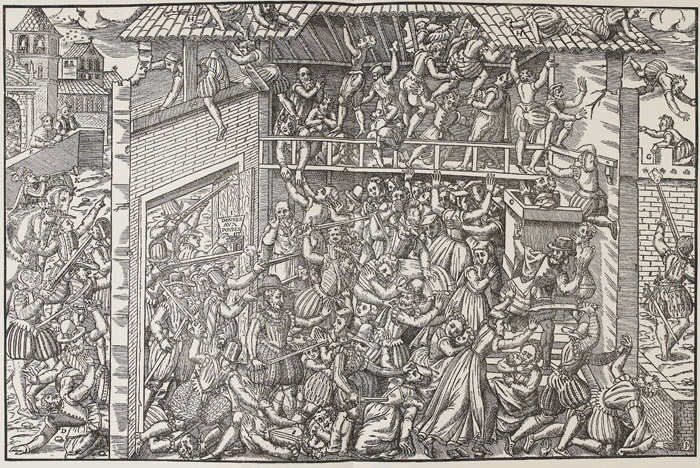
: massacre de Wassy.

- 1er mars : le massacre de huguenots à Wassy sous les ordres du duc de Guise déclenche les guerres de religion. Elles se prolongent, ponctuées de paix éphémères, jusqu’en 1598[1]. La politique de conciliation de la régente échoue.
- 16 mars : François de Guise marche aussitôt sur Paris où il est accueilli en héros[1]. L’apprenant, Gaspard II de Coligny et son frère d’Andelot annoncent leur arrivée à Paris pour rejoindre les forces de Condé. Ce dernier hésite, ratant l’occasion de faire basculer la balance en faveur des protestants.
- 27 mars : arrivée des triumvirs à Fontainebleau[1].
- 31 mars : le roi de Navarre, allié des triumvirs, contraint la reine mère et le roi à les suivre de Fontainebleau à Paris[3]. Devant la force, Catherine de Médicis prend la direction du parti catholique.

- 2 avril : soulèvement des huguenots[1]. Louis de Condé prend les armes, ce qui déclenche la première guerre de religion. L’armée de Condé se réunit à Orléans[3] et des armées locales se forment en Dauphiné (baron des Adrets et capitaines Furmeyer), en Guyenne (Duras) et en Languedoc (Crussol Beaudiné). L’armée royale est réunie par le connétable de Montmorency. Localement, des détachements opèrent aux ordres des gouverneurs : vallée de la Loire puis de la Saône (Tavannes), en Guyenne (Montluc) et en Languedoc (Joyeuse).

- 12 avril : premier grand massacre des protestants par les catholiques à Sens[4].
- 15 avril : Rouen est prise par les protestants de Mongomery[3].

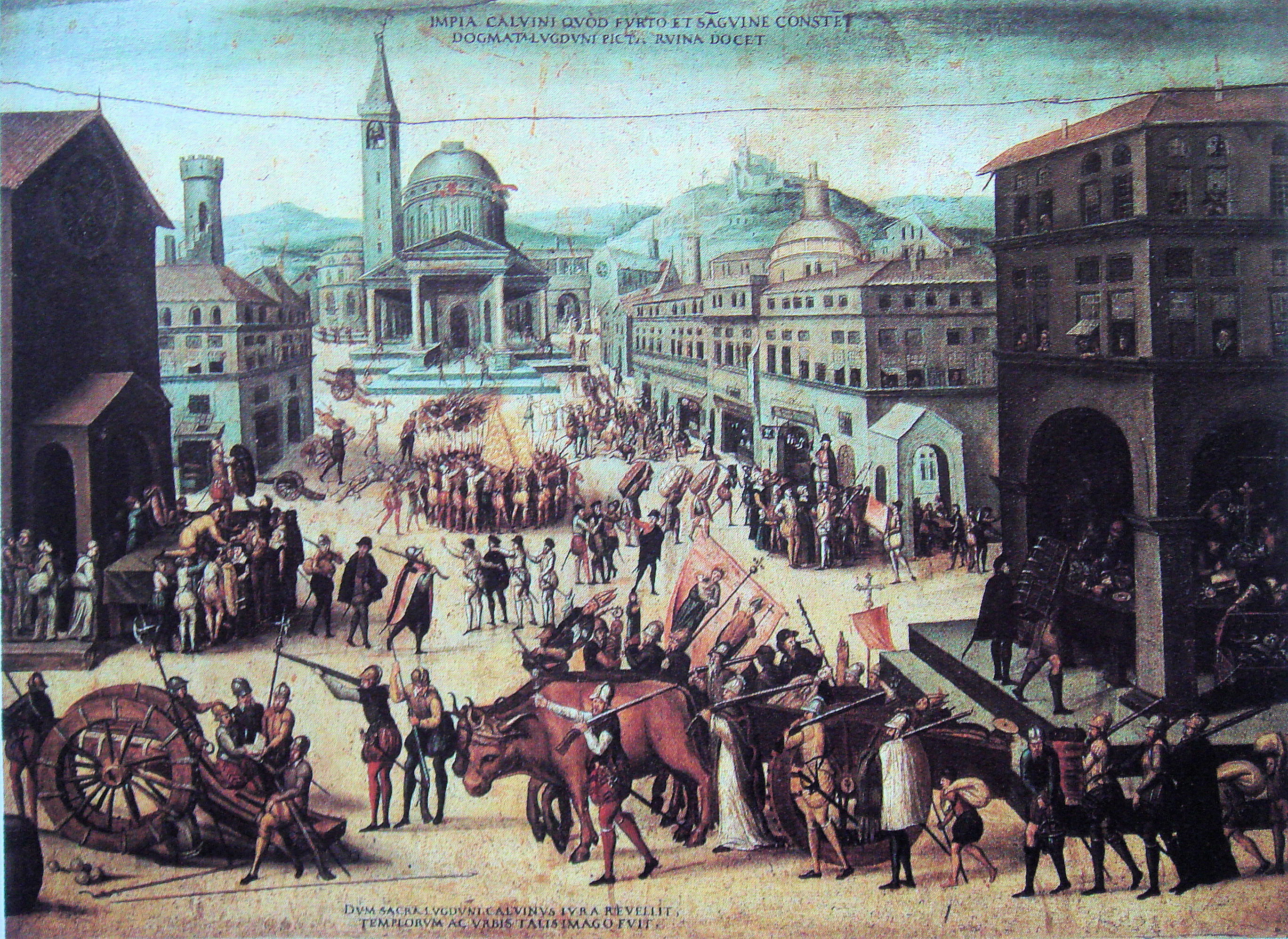
Pillage des églises de Lyon par les calvinistes, par Antoine Caron.

- Nuit du 29 au 30 avril : sac de Lyon par les troupes du baron des Adrets. La ville est occupée par les protestants (1562-1563)[5].

- 8 mai : les Réformés investissent Le Havre[6].
- 12-17 mai : combats de rue entre catholiques et protestants à Toulouse et expulsion de ces derniers de la ville[5]. Le Sud-ouest est en ébullition à partir de juillet.
- 31 mai : Tavannes prend Chalon aux protestants[7], puis Tournus et Cluny, mais échoue devant Mâcon.

- 4 juin, Grenoble : le baron des Adrets envoie le capitaine Furmeyer piller la Grande-Chartreuse[8].
- 6 juin : Orange est prise et mise à sac par les troupes papales de Fabrice Serbelloni[7].
- Nuit du 25 au 26 juin : échec d’une tentative des protestants de Duras sur le château Trompette à Bordeaux[7]

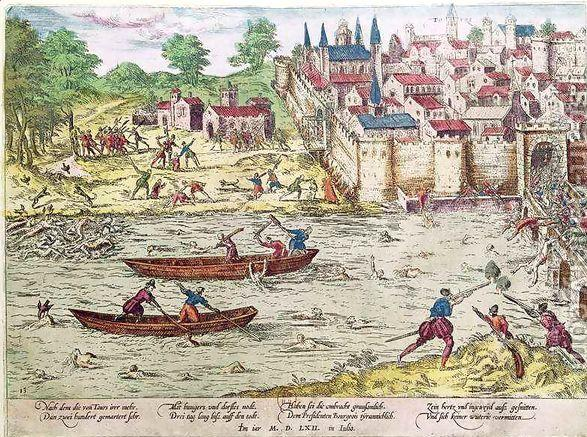
Massacre des huguenots à Tours en juillet 1562, gravure de Frans Hogenberg.

- 4 juillet : Saint-André prend Blois aux protestants, puis Poitiers, (29 juillet) et Bourges (31 août)[9].
- 10 juillet : les calvinistes sont chassés de Tours, qu’ils occupent depuis le 2 avril[10].
- 20 juillet : le chef protestant Beaudiné est battu par le vicomte de Joyeuse qui assiège Pézenas[11].
- 25 juillet : le baron des Adrets après avoir pris au nom des réformés toutes les villes importantes du Dauphiné, bat le comte de Suze à Valréas et envahit le Comtat Venaissin ; Avignon est menacée[7].
- 18 août-27 août : échec du siège de Frontignan par les protestants de Beaudiné[11].
- 19 août : Gaspard de Saulx-Tavannes et sa troupe prennent Mâcon pour le compte des catholiques[12].
- 7 septembre : Joyeuse marche vers Montpellier contre Beaudiné qui fait ruiner tous les faubourgs de la ville[11].
- 20 septembre : Élisabeth Ire d’Angleterre signe le traité d’Hampton Court avec les protestants français qui lui livrent le Havre[1].
- 27 septembre : les huguenots de Nîmes triomphent des catholiques à Saint-Gilles[7]. Guillaume de Joyeuse, qui ne peut prendre Montpellier, reflue vers l’Ouest en abandonnant le Bas-Languedoc aux protestant (octobre-novembre).
- 28 septembre : siège de Rouen par l’armée royale (30 000 hommes) qui veut empêcher la jonction des calvinistes avec les Britanniques. Antoine de Bourbon y est mortellement blessé le 15 octobre[3].

- 2 octobre : capitulation de Lectoure assiégée par Monluc[7].
- 8 octobre : disette à Marseille ; ordre est donné à une frégate d’arraisonner tous les navires chargés de blé au large de la ville. Les Réformés sont expulsés par le conseil de ville (13 décembre)[13].
- 9 octobre : Monluc arrête Duras à Vergt[5]) mais échoue devant les villes de la Garonne et du Tarn.

- 26 octobre : Rouen est prise par les catholiques[1].
- 17 novembre : mort d’Antoine de Bourbon aux Andelys à la suite des blessures reçues au siège de Rouen[1].
- 19 décembre : Le balafré est victorieux contre Louis de Condé à la bataille de Dreux où Anne de Montmorency est fait prisonnier et Saint-André est tué[1]. Gaspard II de Coligny abandonne le champ de bataille. Le tercio de Carvajal (Espagne) combat avec les troupes du roi de France contre les protestants à la bataille de Dreux[14].
- 22 décembre : Le duc de Guise devient lieutenant-général du Royaume[1].

- La France compte 620 Églises calvinistes et 1 250 000 protestants. Janine Garrisson compte 1 400 Églises « hérétiques », dont 800 dans le Midi et 1 750 000 protestants, soit 8,75 % de la population (un million dans le Midi). Ils se recrutent dans la population non-agricole, masculine, jeune et instruite, parmi les nobles, les notables, les artisans et même le clergé. Après 1562, les conversions, nombreuses depuis les années 1550, sont freinées.

## Naissances en 1562
- x

## Décès en 1562
- x